# Parafia św. Stanisława BM w Białymstoku
Parafia pw. Świętego Stanisława Biskupa Męczennika w Białymstoku – rzymskokatolicka parafia należąca do dekanatu Białystok – Nowe Miasto, archidiecezji białostockiej, metropolii białostockiej, utworzona 8 maja 1975 roku.

## Miejsca święte
Kościół parafialny
Kościół parafialny jest pod wezwaniem św. Stanisława Biskupa i Męczennika. Wybudowany został w 1895, jako prawosławna cerkiew garnizonowa pod wezwaniem św. Serafina Sarowskiego przy  koszarach 4 Charkowskiego Pułku Ułanów. Cerkiew zamieniono na kościół w dwudziestoleciu międzywojennym, w tym też okresie zmieniona została oprawa architektoniczna świątyni (m.in. poprzez usunięcie cerkiewnych kopuł).
Kościoły filialne i kaplice
- Kaplica pw. Świętej Rodziny w domu Zgromadzenia Sióstr Misjonarek Świętej Rodziny w Białymstoku
- Kaplica w domu wspólnoty katechetycznej w Białymstoku